# Sumpigaster equatorialis
Sumpigaster equatorialis là một loài ruồi trong họ Tachinidae.